# Estlands demografi
Estlands demografi övervakas av den estniska statistikmyndigheten Statistikaamet. Estlands befolkning var 1 328 439, 2022.

## Historik
Mer än två tredjedelar av invånarna bor numera i städer. Under andra världskriget förlorade Estland totalt omkring 300 000 invånare; de stupade, deporterades till Sovjet eller flydde. Cirka 100 000 begav sig västerut. Av dem kom omkring 30 000 till Sverige, däribland nästan alla estlandssvenskar. Under sovjetstyret efter andra världskriget skedde en dirigerad och spontan massinflyttning från Sovjetunionen. Vid den nyvunna självständigheten 1991 utgjorde esterna bara drygt 60 procent av befolkningen. Cirka 35 procent var ryskspråkiga (ryssar, ukrainare och vitryssar). Dessa grupper är störst i nordöst (Narva är nästan helt rysktalande). Enligt en lag som infördes 1992 räknas endast personer som varit bosatta i landet före sovjetockupationen 1940 och deras bröstarvingar automatiskt som estniska medborgare, vilket väckte häftiga protester bland den ryska befolkningen. För att få medborgarskap måste man ha bott i landet i minst två år och ha vissa grundkunskaper i estniska. Icke-medborgare får på vissa villkor rösta i kommunalval, men kan inte väljas till politiska uppdrag. De flesta ester är lutheraner, men det finns en ortodox minoritet (främst bland den rysktalande befolkningen).

## Etnicitet
Det område som i dag utgör republiken Estland har historiskt bebotts av ett flertal befolkningsgrupper, som talade olika språk. År 1934 uppgav omkring 87,8 procent att de var ester. Samma år fanns 92 000 ryssar i Estland, framför allt bosatta i den östra landsdelen, och 16 000 tyskar. Delar av dagens Estland, främst Ormsö, har haft en svenskspråkig befolkning, estlandssvenskar.

## Språk
Esterna talar ett språk som är nära släkt med finskan, estniska, vilket är landets officiella språk. En tredjedel av befolkningen talar ryska, och i Tallinn är uppemot halva befolkningen rysktalande. I vissa städer, däribland Tartu, har jiddisch talats, främst av den judiska minoriteten i landet. I Tartu fanns tidigare ett jiddischspråkigt läroverk.
| Språk           | Folkräkningen 2000 | Folkräkningen 2000 | Folkräkningen 2011 | Folkräkningen 2011 | Folkräkningen 2021 | Folkräkningen 2021 |
| Språk           | Antal              | %                  | Antal              | %                  | Antal              | %                  |
| --------------- | ------------------ | ------------------ | ------------------ | ------------------ | ------------------ | ------------------ |
| Estniska        | 921 817            | 67,28 %            | 887 216            | 68,54 %            | 895 493            | 67,23 %            |
| Ryska           | 406 755            | 29,69 %            | 383 118            | 29,60 %            | 379 210            | 28,47 %            |
| Ukrainska       | 12 299             | 0,90 %             | 8 016              | 0,62 %             | 12 431             | 0,93 %             |
| Finska          | 4 932              | 0,36 %             | 2 621              | 0,20 %             | 4 276              | 0,32 %             |
| Belarusiska     | 5 197              | 0,38 %             | 1 664              | 0,13 %             | 1 650              | 0,12 %             |
| Lettiska        | 1 389              | 0,10 %             | 999                | 0,08 %             | 2 510              | 0,19 %             |
| Litauiska       | 1 198              | 0,09 %             | 905                | 0,07 %             | 1 110              | 0,08 %             |
| Engelska        | 248                | 0,02 %             | 878                | 0,07 %             | 3 879              | 0,29 %             |
| Tatariska       | 1 251              | 0,09 %             | 806                | 0,06 %             | 645                | 0,05 %             |
| Armeniska       | 719                | 0,05 %             | 717                | 0,06 %             | 842                | 0,06 %             |
| Azerbajdzjanska | 592                | 0,04 %             | 656                | 0,05 %             | 1 118              | 0,08 %             |
| Tyska           | 557                | 0,04 %             | 522                | 0,04 %             | 1 834              | 0,14 %             |
| Polska          | 674                | 0,05 %             | 435                | 0,03 %             | 693                | 0,05 %             |
| Övriga          | 3 235              | 0,24 %             | 2 891              | 0,22 %             | 17 957             | 1,35 %             |
| Okänt           | 9 189              | 0,67 %             | 1 723              | 0,13 %             | 8 176              | 0,61 %             |
| Totalt          | 1 370 052          | 1 370 052          | 1 294 455          | 1 294 455          | 1 331 824          | 1 331 824          |

## Statistik

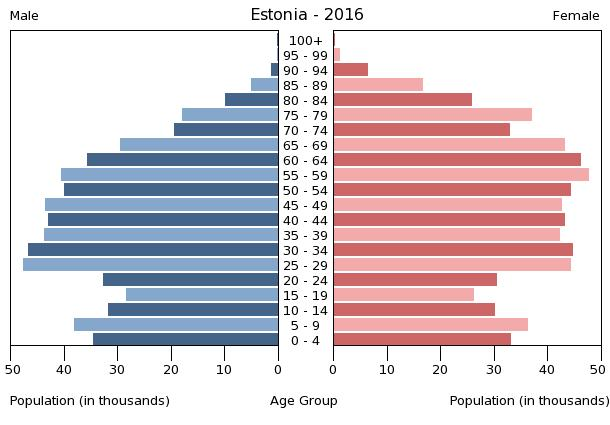
Estlands befolkningspyramid (2016)

- Antal invånare (juli 2020): 1 228 624
- Folkgrupper (2011): ester 68,7 procent; ryssar 24,8 procent, ukrainare 1,7 procent, vitryssar 1,0 procent, finnar 0,6 procent övriga 1.6 procent, ospecificerad folkgrupp 1,6 procent.
- Språk (2011): estniska 68,5 procent, ryska 29,6 procent, ukrainska 0,6 procent, övriga 1,2 procent, ospecificerat språk 0,1 procent.
- Religion (2011): ingen religion 54,1 procent, ortodox kristendom 16,2 procent, lutheraner 9,9 procent, övriga kristna 2,2 procent (metodister, Sjundedagsadventisterna, romerska katoliker, pentekostalism), övriga religioner 0,9 procent, ospecificerad religion 16,7 procent.
- Befolkningens medianålder (2020): 43,7 år
  - Mäns medianålder: 40,4 år
  - Kvinnors medianålder: 47,0 år
- Befolkningstillväxt (2020): -0,65 procent
- Nativitet/födelsetal (2020): 9,3 födslar per 1 000 invånare
- Mortalitet/dödstal (2020): 12,9 dödsfall per 1 000 invånare
- Nettomigration (2020): -3,1 migranter per 1 000 invånare
- Andel invånare i städer (2020): 69,2 procent
- Huvudstad, med antal invånare (2020): Tallinn (445 000)
- Könskvot vid födseln (2020): 1,05 män per kvinna
- Könskvot i hela befolkningen (2020): 0,88 män per kvinna
- Moderns medelålder vid första födseln (2014): 26,6 år
- Mödradödlighet (2017): 9 dödsfall per 100 000 levande födslar
- Spädbarnsdödlighet (2020): 3,7 dödsfall per 1 000 levande födslar
  - Manlig spädbarnsdödlighet (2020): 3,6 dödsfall per 1 000 levande födslar
  - Kvinnlig spädbarnsdödlighet (2020): 3,8 dödsfall per 1 000 levande födslar
- Förväntad livslängd vid födseln (2020): 77,4 år
  - Förväntad livslängd för män (2020): 72,7 år
  - Förväntad livslängd för kvinnor (2020): 82,3 år
- Total fertilitet (2020): 1,61 barn per kvinna
- Andel vuxna som är HIV-smittade (2018): 0,9 procent
- Invånare som är smittade av HIV/AIDS (2018): 7 400
- Dödsfall på grund av HIV/AIDS per år (2018): mindre än 100
- Andel av den vuxna befolkningen som lider av fetma (2016): 21,2 procent
- Läs- och skrivkunnighet hos invånare 15 år och äldre (2015): 99,8 procent
  - Bland män (2015): 99,8 procent
  - Bland kvinnor (2015): 99,8 procent

Samtliga siffror är tagna från The World Factbook.